# Associació de Joves Agricultors i Ramaders de Catalunya
L'Associació de Joves Agricultors i Ramaders de Catalunya, també coneguda com a Joves Agricultors i Ramaders de Catalunya o per les seves sigles JARC, és una associació agrària catalana que té per objectiu vetllar pels interessos professionals del sector i la millora de les seves condicions de treball. Va ser fundada l'any 1997 a partir de la unió de tres organitzacions agràries territorials: Ramaders i Pagesos de Catalunya, Joves Agricultors de Girona i la Unió de Sindicats Agraris de Catalunya, i inicialment va pertànyer inicialment a l'Associació Agrària de Joves Agricultors (ASAJA).
A data de 2025, és la segona força a les taules agràries de Catalunya i l'única associació agrària catalana que pertany a la Coordinadora d'Organitzacions d'Agricultors i Ramaders (COAG). Des de la seva creació, l’entitat ha crescut amb força. Ha passat d’obtenir un 19% de representativitat en les eleccions agràries del 2002 a un 29,71% en els darrers comicis del 2021, consolidant-se així com la segona associació agrària amb més representació a Catalunya.
Des de 2021, el president de l’organització agrària catalana és Joan Carles Massot, en substitució de Francesc Xavier Vela.